# نیسورس
نیسورس (انگلیسی: NiSource) شرکت خدمات عمومی آمریکایی است، که در زمینه توزیع برق و گاز طبیعی فعالیت می‌کند.